# Dritter Angriffstunnel
Der Dritte Angriffstunnel (koreanisch 제3땅굴, englisch Third Tunnel of Aggression oder Third Infiltration Tunnel) bei Panmunjom ist einer von vier ehemals geheimen Tunneln unter der etwa vier Kilometer breiten demilitarisierten Zone zwischen Nordkorea und Südkorea, deren Existenz gegenwärtig bekannt ist. Er wurde von Nordkorea aus in Richtung Südkorea gebaut.

## Geschichte

Angriffstunnel entlang der koreanisch-koreanischen Grenze

44 km von Seoul entfernt wurde im Oktober 1978 der noch nicht fertiggestellte Tunnel gefunden. Zuvor war im Juni 1978 eine unterirdische Sprengung der nordkoreanischen Tunnelbauer bemerkt worden, die bereits bis 435 m südlich der Südgrenze der demilitarisierten Zone vorgedrungen waren. Es dauerte vier Monate, um die exakte Lage des Tunnels zu erkunden und einen Abfangtunnel abzuteufen.
Der nicht fertiggestellte Tunnel ist 1635 m lang. Er hat eine maximale Höhe von 1,95 m und eine maximale Breite von 2,1 m. Er verläuft durch den anstehenden Fels in einer Tiefe von etwa 73 m unter der Erdoberfläche. Vermutlich war er für einen Überraschungsangriff auf Seoul von Nordkorea aus geplant, und hätte 30.000 Soldaten pro Stunde mit leichten Waffen die Invasion ermöglicht. Als der Dritte Tunnel entdeckt worden war, beschuldigte das UN-Kommando Nordkorea, den am Ende des Koreakrieges beidseitig unterzeichneten Waffenstillstandsvertrag von 1953 gebrochen zu haben. Der Name „Angriffstunnel“ wurde ihm von Südkorea gegeben, wo er als Angriffsakt Nordkoreas gesehen wurde.
Anfangs leugnete Nordkorea, den Tunnel gebaut zu haben. Nordkorea erklärte, er sei Teil einer Kohlezeche, da die Tunnelwände vom Ruß und Schmauch der unterirdischen Sprengungen schwarz gefärbt waren. Schilder im Tunnel weisen darauf hin, dass es keine geologischen Anzeichen von Kohlevorkommen in der Gegend gibt. Die Wände in dem für Touristen zugänglichen Bereich sind offensichtlich aus Granit, einem magmatischen Gestein, während Kohle nur in Sedimentgestein vorgefunden wird.
Insgesamt wurden bisher vier Tunnel entdeckt, aber es gibt möglicherweise bis zu 20 andere. Das südkoreanische Militär sucht mit Spezialkräften nach weiteren Angriffstunneln, obwohl sie seit der Entwicklung von nordkoreanischen Langstreckenraketen an strategischer Bedeutung verloren haben.

## Touristenattraktion

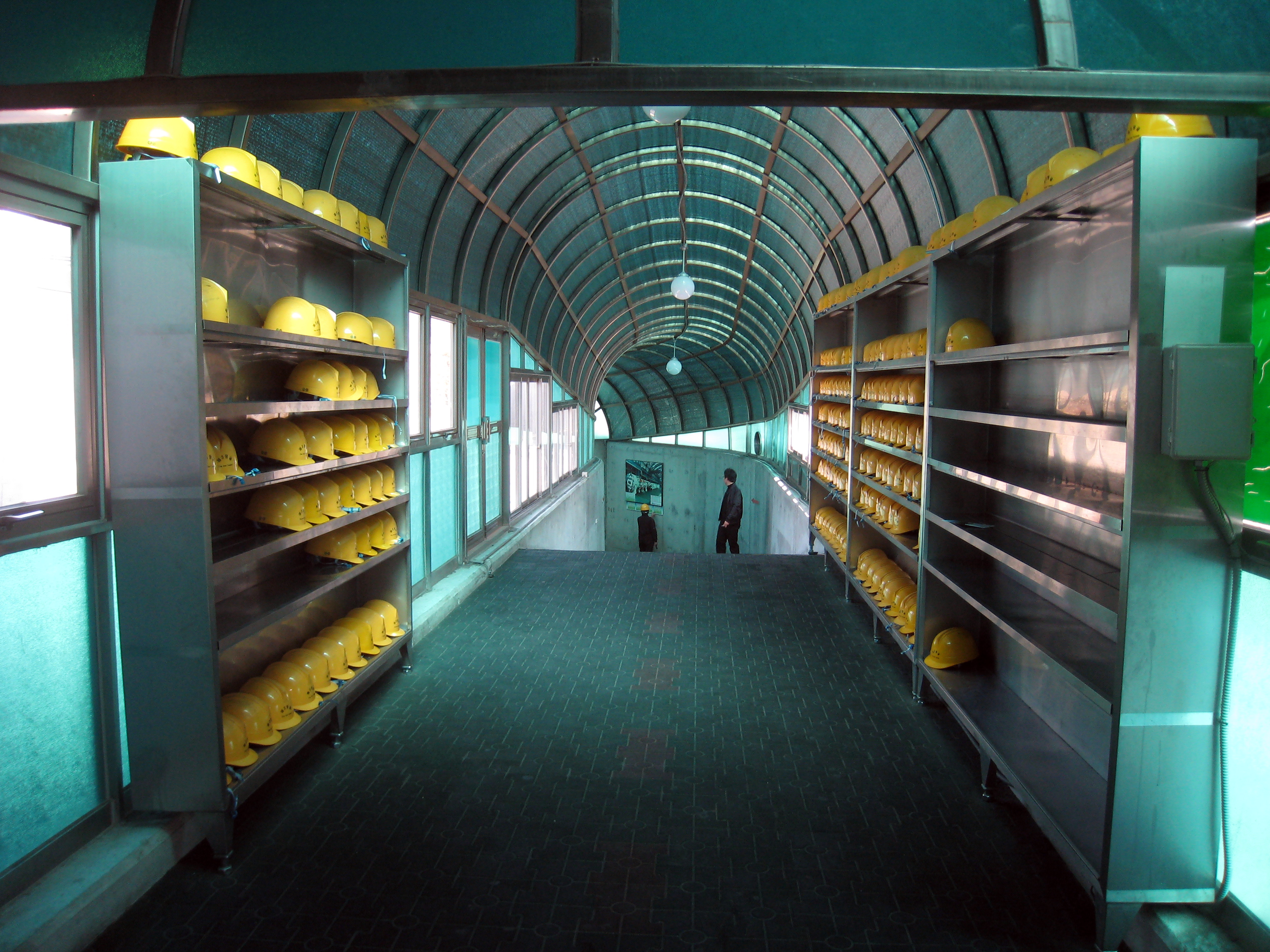
Besuchereingang zum Tunnel

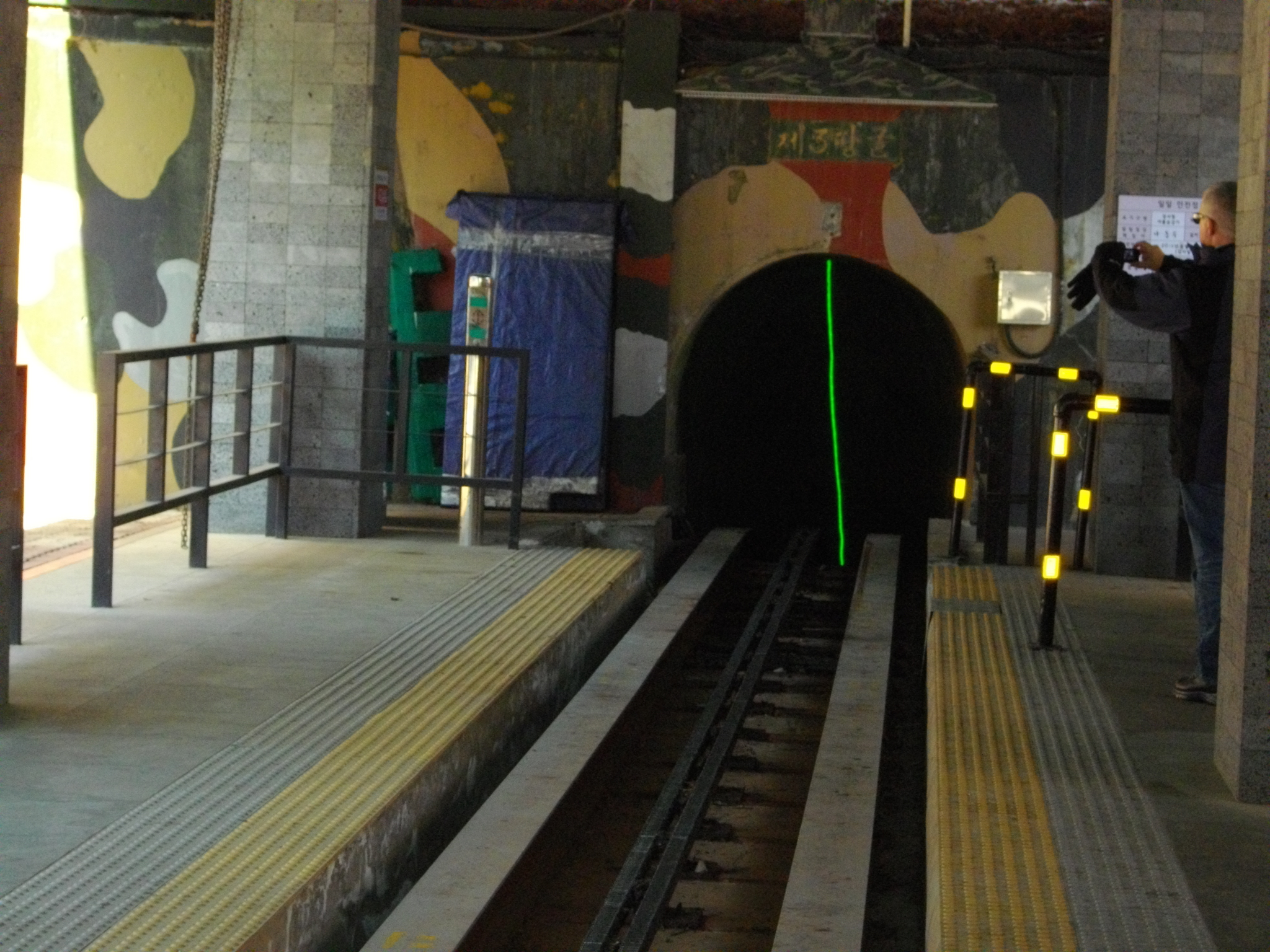
Tunneleingang

Der Tunnel ist heutzutage eine Touristenattraktion und wird nach wie vor streng bewacht.
Besucher aus Seoul erreichen ihn unter anderem mit dem DMZ-Zug. Sie können dann entweder von der in Südkorea gelegenen Lobby eine lange Rampe hinabsteigen oder mit einem gummibereiften Zug in den Tunnel fahren. Fotografieren ist im Tunnel verboten. Die Südkoreaner haben auf der Grenzlinie der demilitarisierten Zone drei Betonbarrikaden errichtet. Touristen können bis zur dritten Barrikade gehen und von dort durch ein Fenster auf die zweite Barrikade schauen.